# Ludmiła Rudenko
Ludmiła Władimirowna Rudenko, ros. Людмила Владимировна Руденко (ur. 27 lipca 1904 w Łubniach, zm. 5 marca 1986 w Leningradzie) – radziecka szachistka, mistrzyni świata w szachach w latach 1950–1953. 

## Kariera szachowa
Urodzona w Łubniach w guberni połtawskiej Imperium Rosyjskiego, dorosłe życie związała z Leningradem. Umiejętność gry w szachy zawdzięczała ojcu, nauczycielowi i miłośnikowi szachów. Pracowała jako ekonomistka, lecz jej pasją były szachy. Zadebiutowała w 1925 roku na turnieju w Moskwie. W 1927 roku zakwalifikowała się do finału pierwszych kobiecych mistrzostw Związku Radzieckiego. Największe sukcesy przyszły w stosunkowo późnym wieku. 
W grudniu 1949 roku Międzynarodowa Federacja Szachowa FIDE zorganizowała pierwszy powojenny turniej o mistrzostwo świata kobiet. W turnieju, rozegranym w Moskwie, uczestniczyło szesnaście zawodniczek z dwunastu państw, jednak pierwsze cztery miejsca zajęły reprezentantki ZSRR. Zwyciężyła Rudenko (11½ punktu z 15) przed Olgą Rubcową (10½) i Elizawietą Bykową (10). Te trzy zawodniczki nadawały ton kobiecym szachom przez następne trzynaście lat. 
Rudenko była mistrzynią świata przez trzy lata. W 1953 roku rozegrała mecz ze zwyciężczynią turnieju pretendentek, Bykową. Mecz był niezwykle zacięty i rozstrzygnął się w ostatniej partii. Rudenko miała szansę obrony tytułu, pod warunkiem wygrania tej partii. Nie zdołała jednak tego dokonać i przegrała cały mecz 6-8. Trzy lata później w trójmeczu o mistrzostwo świata wyraźnie już ustąpiła pola młodszym rywalkom, Rubcowej i Bykowej, zdobywając zaledwie 4½ punktu z 16 (grano po osiem partii systemem kołowym).
Rudenko była pierwszą szachistką, która otrzymała w 1950 tytuł męskiego mistrza międzynarodowego. W 1976 FIDE przyznała jej nowo wprowadzony tytuł arcymistrzyni.